# Semidalis ypsilon
Semidalis ypsilon là một loài côn trùng trong họ Coniopterygidae thuộc bộ Neuroptera. Loài này được Liu et al. miêu tả năm 2003.